# Costus sarmentosus
Costus sarmentosus là một loài thực vật có hoa trong họ Costaceae. Loài này được Bojer mô tả khoa học đầu tiên năm 1835.